# Michaelsen
Michaelsen ist ein patronymischer Familienname, der vom Namen Michael hergeleitet wird (Sohn des Michael).

## Namensträger
- Allan Michaelsen (1947–2016), dänischer Fußballspieler und -trainer
- Åse Michaelsen (* 1960), norwegische Politikerin
- Eduardo Michaelsen (1920–2010), kubanischer Maler
- Gottfried Michaelsen († 1401), Seeräuber und einer der Anführer der Vitalienbrüder, siehe Gödeke Michels
- Hermann Michaelsen (1851–1928), Kaufmann, Philanthrop und Kunstmäzen
- Holger Finze-Michaelsen (* 1958), Schweizer Pfarrer und Buchautor
- Jan Michaelsen (* 1970), dänischer Fußballspieler
- Jeannine Michaelsen (* 1981), deutsche Fernsehmoderatorin
- Jürgen Michaelsen (* 1935), deutscher Modeschöpfer
- Lars Michaelsen (* 1969), dänischer Radrennfahrer
- Michael Michaelsen (1899–1970), dänischer Boxer
- Sven Michaelsen (* 1958), deutscher Journalist und Autor
- Swantje Michaelsen (* 1979), deutsche Politikerin (Grüne), MdB
- Werner Michaelsen (1937–2019), deutschsprachiger Theaterregisseur
- Wilhelm Michaelsen (1860–1937), deutscher Zoologe